# گونه بنیادین

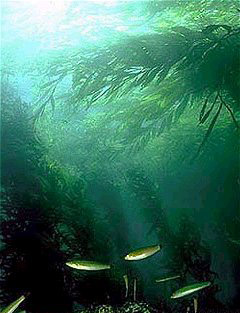
جنگل کالیفرنیا از کلپ غول‌پیکر، یک گونه بنیادین

در بوم‌شناسی، گونه‌های بنیادین (به انگلیسی: Foundation species)، گونه‌هایی هستند که نقش مهمی در ساختار یک جامعه دارند. یک گونه پایه می‌تواند هر سطح تغذیه‌ای را در یک شبکه غذایی اشغال کند (یعنی می‌توانند تولیدکننده اولیه، گیاه‌خوار یا شکارگر باشند). این اصطلاح توسط پل کی دیتون در سال ۱۹۷۲ ابداع شد، که آن را برای اعضای ویژه‌ای از جوامع بی‌مهرگان دریایی و جلبک‌ها به کار برد. از مطالعات در چندین مکان مشخص شد که تعداد انگشت‌شماری از گونه‌ها وجود داشتند که فعالیت‌های آنها تأثیر نامتناسبی بر بقیه جامعه دریایی داشت و بنابراین آنها کلیدی برای انعطاف‌پذیری جامعه بودند. دیدگاه دیتون این بود که تمرکز بر گونه‌های بنیادین به جای تلاش برای انجام کار بسیار دشوار ردیابی پاسخ‌های همه اعضای جامعه به‌طور هم‌زمان، رویکردی ساده‌تر را برای درک سریع‌تر چگونگی واکنش یک جامعه به عنوان یک کل به اختلال‌هایی مانند آلودگی را امکان‌پذیر می‌سازد. از آن زمان این اصطلاح برای طیف گسترده‌ای از جانداران در اکوسیستم‌های سراسر جهان، در محیط‌های آبی و خشکی به کار رفته‌است. آرون الیسون و همکاران این اصطلاح را با استفاده از اصطلاح گونه‌های بنیادین برای گونه‌های درختی که اکوسیستم‌های جنگلی ویژهای را از طریق تأثیراتشان بر جانداران مرتبط و تعدیل فرآیندهای اکوسیستم تعریف و ساختار می‌دهند، به اکولوژی خشکی معرفی کرد.